# Championnats du monde de pentathlon moderne 2019
Navigation
Édition précédente Édition suivante
Les championnats du monde de pentathlon moderne 2019, 62e édition des championnats du monde de pentathlon moderne, ont lieu du 2 au 8 septembre 2019 à Budapest, en Hongrie.
Seule nation ayant obtenu deux médailles d'or durant ces championnats, la Biélorussie domine logiquement le tableau des médailles.
Ces championnats délivrent six quotas qualificatifs pour les Jeux olympiques de 2020 pour les médaillés des épreuves individuelles hommes et femmes. Chez les hommes, Valentin Belaud et Jun Woong-tae et chez les femmes, Volha Silkina et Elena Micheli reçoivent chacun une place aux JO. Joseph Choong et Kate French, médaillés mais déjà qualifiés après les championnats d'Europe, libèrent deux places qualificatives via le classement mondial de la saison prochaine.

## Résultats

### Hommes
| Épreuve     | Or                                                      | Or                                      | Or                                      | Or                                      | Or                                      | Argent                                              | Argent                                  | Argent                                  | Argent                                  | Argent                                  | Bronze                                                       | Bronze                                  | Bronze                                  | Bronze                                  | Bronze                                  |
| Individuel  | Valentin Belaud                                         | 1 468 pts                               | 1 468 pts                               | 1 468 pts                               | 1 468 pts                               | Joseph Choong                                       | 1 453 pts                               | 1 453 pts                               | 1 453 pts                               | 1 453 pts                               | Jun Woong-tae                                                | 1 452 pts                               | 1 452 pts                               | 1 452 pts                               | 1 452 pts                               |
| Individuel  | Valentin Belaud                                         |                                         |                                         |                                         |                                         | Joseph Choong                                       |                                         |                                         |                                         |                                         | Jun Woong-tae                                                |                                         |                                         |                                         |                                         |
| Individuel  | Valentin Belaud                                         | 240                                     | 303                                     | 300                                     | 625                                     | Joseph Choong                                       | 228                                     | 320                                     | 293                                     | 612                                     | Jun Woong-tae                                                | 226                                     | 309                                     | 285                                     | 632                                     |
| Par équipes | Corée du Sud- Jun Woong-tae - Lee Ji-hun - Jung Jin-hwa | 4 309 pts 1 452 pts 1 439 pts 1 418 pts | 4 309 pts 1 452 pts 1 439 pts 1 418 pts | 4 309 pts 1 452 pts 1 439 pts 1 418 pts | 4 309 pts 1 452 pts 1 439 pts 1 418 pts | Hongrie- Róbert Kasza - Ádám Marosi - Bence Demeter | 4 272 pts 1 436 pts 1 419 pts 1 417 pts | 4 272 pts 1 436 pts 1 419 pts 1 417 pts | 4 272 pts 1 436 pts 1 419 pts 1 417 pts | 4 272 pts 1 436 pts 1 419 pts 1 417 pts | Grande-Bretagne- Joseph Choong - James Cooke - Thomas Toolis | 4 258 pts 1 453 pts 1 419 pts 1 386 pts | 4 258 pts 1 453 pts 1 419 pts 1 386 pts | 4 258 pts 1 453 pts 1 419 pts 1 386 pts | 4 258 pts 1 453 pts 1 419 pts 1 386 pts |
| Relais      | Allemagne- Patrick Dogue - Alexander Nobis              | 1 506 pts                               | 1 506 pts                               | 1 506 pts                               | 1 506 pts                               | Corée du Sud- Jun Woong-tae - Jung Jin-hwa          | 1 482 pts                               | 1 482 pts                               | 1 482 pts                               | 1 482 pts                               | Russie- Danil Kalimullin - Aleksander Lesun                  | 1 475 pts                               | 1 475 pts                               | 1 475 pts                               | 1 475 pts                               |
| Relais      | Allemagne- Patrick Dogue - Alexander Nobis              |                                         |                                         |                                         |                                         | Corée du Sud- Jun Woong-tae - Jung Jin-hwa          |                                         |                                         |                                         |                                         | Russie- Danil Kalimullin - Aleksander Lesun                  |                                         |                                         |                                         |                                         |
| Relais      | Allemagne- Patrick Dogue - Alexander Nobis              | 250                                     | 327                                     | 297                                     | 632                                     | Corée du Sud- Jun Woong-tae - Jung Jin-hwa          | 216                                     | 334                                     | 278                                     | 654                                     | Russie- Danil Kalimullin - Aleksander Lesun                  | 238                                     | 327                                     | 294                                     | 616                                     |

### Femmes
| Épreuve     | Or                                                                      | Or                                      | Or                                      | Or                                      | Or                                      | Argent                                                         | Argent                                  | Argent                                  | Argent                                  | Argent                                  | Bronze                                                        | Bronze                                  | Bronze                                  | Bronze                                  | Bronze                                  |
| Individuel  | Volha Silkina                                                           | 1 368 pts                               | 1 368 pts                               | 1 368 pts                               | 1 368 pts                               | Elena Micheli                                                  | 1 357 pts                               | 1 357 pts                               | 1 357 pts                               | 1 357 pts                               | Kate French                                                   | 1 357 pts                               | 1 357 pts                               | 1 357 pts                               | 1 357 pts                               |
| Individuel  | Volha Silkina                                                           |                                         |                                         |                                         |                                         | Elena Micheli                                                  |                                         |                                         |                                         |                                         | Kate French                                                   |                                         |                                         |                                         |                                         |
| Individuel  | Volha Silkina                                                           | 270                                     | 283                                     | 297                                     | 518                                     | Elena Micheli                                                  | 244                                     | 289                                     | 286                                     | 538                                     | Kate French                                                   | 246                                     | 281                                     | 283                                     | 547                                     |
| Par équipes | Biélorussie- Volha Silkina - Anastasiya Prokopenko - Iryna Prasiantsova | 4 007 pts 1 368 pts 1 345 pts 1 294 pts | 4 007 pts 1 368 pts 1 345 pts 1 294 pts | 4 007 pts 1 368 pts 1 345 pts 1 294 pts | 4 007 pts 1 368 pts 1 345 pts 1 294 pts | Grande-Bretagne- Kate French - Joanna Muir - Francesca Summers | 3 991 pts 1 357 pts 1 327 pts 1 307 pts | 3 991 pts 1 357 pts 1 327 pts 1 307 pts | 3 991 pts 1 357 pts 1 327 pts 1 307 pts | 3 991 pts 1 357 pts 1 327 pts 1 307 pts | Allemagne- Annika Schleu - Rebecca Langrehr - Janine Kohlmann | 3 933 pts 1 340 pts 1 307 pts 1 286 pts | 3 933 pts 1 340 pts 1 307 pts 1 286 pts | 3 933 pts 1 340 pts 1 307 pts 1 286 pts | 3 933 pts 1 340 pts 1 307 pts 1 286 pts |
| Relais      | Mexique- Mariana Arceo - Mayan Oliver                                   | 1 338 pts                               | 1 338 pts                               | 1 338 pts                               | 1 338 pts                               | Hongrie 1- Luca Barta - Kamilla Reti                           | 1 329 pts                               | 1 329 pts                               | 1 329 pts                               | 1 329 pts                               | Corée du Sud- Jeong Min-a - Kim Un-ju                         | 1 326 pts                               | 1 326 pts                               | 1 326 pts                               | 1 326 pts                               |
| Relais      | Mexique- Mariana Arceo - Mayan Oliver                                   |                                         |                                         |                                         |                                         | Hongrie 1- Luca Barta - Kamilla Reti                           |                                         |                                         |                                         |                                         | Corée du Sud- Jeong Min-a - Kim Un-ju                         |                                         |                                         |                                         |                                         |
| Relais      | Mexique- Mariana Arceo - Mayan Oliver                                   | 234                                     | 291                                     | 291                                     | 522                                     | Hongrie 1- Luca Barta - Kamilla Reti                           | 234                                     | 298                                     | 297                                     | 500                                     | Corée du Sud- Jeong Min-a - Kim Un-ju                         | 244                                     | 300                                     | 283                                     | 499                                     |

### Mixte
| Épreuve | Or                                       | Or        | Or        | Or        | Or        | Argent                                   | Argent    | Argent    | Argent    | Argent    | Bronze                                             | Bronze    | Bronze    | Bronze    | Bronze    |
| Relais  | Égypte- Salma Abdelmaksoud - Eslam Hamad | 1 463 pts | 1 463 pts | 1 463 pts | 1 463 pts | France- Élodie Clouvel - Valentin Belaud | 1 454 pts | 1 454 pts | 1 454 pts | 1 454 pts | Biélorussie- Anastasiya Prokopenko - Ilya Palazkov | 1 448 pts | 1 448 pts | 1 448 pts | 1 448 pts |
| Relais  | Égypte- Salma Abdelmaksoud - Eslam Hamad |           |           |           |           | France- Élodie Clouvel - Valentin Belaud |           |           |           |           | Biélorussie- Anastasiya Prokopenko - Ilya Palazkov |           |           |           |           |
| Relais  | Égypte- Salma Abdelmaksoud - Eslam Hamad | 275       | 312       | 292       | 584       | France- Élodie Clouvel - Valentin Belaud | 225       | 315       | 285       | 629       | Biélorussie- Anastasiya Prokopenko - Ilya Palazkov | 230       | 311       | 273       | 634       |

## Résultats détaillés

### Individuel hommes
Quatrième épreuve du programme, l'individuel hommes voit le deuxième sacre mondial de Valentin Belaud devant Joseph Choong et Jun Woong-tae. En tête après deux épreuves, Lee Ji-hun est relégué à la troisième place après le saut d'obstacles et finalement devancé par son compatriote. Belaud, lancé en tête avec deux secondes d'avance sur Choong au début du combiné, survole la course, accroissant au troisième tour son avance à 33 secondes, avant de ralentir lors du dernier tour, prenant le temps de célébrer. Choong obtient l'argent au prix d'un sprint final remporté devant le Coréen Jun. La Corée du Sud domine le classement par équipes tandis que la Hongrie, plaçant ses trois représentant parmi les 13 premiers, décroche l'argent devant la Grande-Bretagne.
| Rang                      | Équipe             | Escrime | Escrime | Escrime | Natation      | Natation | Natation | Équitation | Équitation | Équitation | Combiné        | Combiné | Combiné | Total |
| Rang                      | Équipe             | V/D     | Pts     | R       | Temps         | Pts      | R        | Déd.       | Pts        | R          | Temps          | Pts     | R       | Total |
| ------------------------- | ------------------ | ------- | ------- | ------- | ------------- | -------- | -------- | ---------- | ---------- | ---------- | -------------- | ------- | ------- | ----- |
| Médaille d'or, monde      | Valentin Belaud    | 23/12   | 240     | 2       | 2 min 3 s 97  | 303      | 17       | 0          | 300        | 2          | 11 min 15 s 25 | 625     | 9       | 1 468 |
| Médaille d'argent, monde  | Joseph Choong      | 21/14   | 228     | 6       | 1 min 55 s 19 | 320      | 1        | 7          | 293        | 9          | 11 min 28 s 12 | 612     | 15      | 1 453 |
| Médaille de bronze, monde | Jun Woong-tae      | 21/14   | 226     | 8       | 2 min 0 s 84  | 309      | 9        | 15         | 285        | 24         | 11 min 8 s 91  | 632     | 4       | 1 452 |
| 4                         | Lee Ji-hun         | 26/9    | 258     | 1       | 2 min 3 s 09  | 304      | 16       | 28         | 272        | 33         | 11 min 35 s 56 | 605     | 19      | 1 439 |
| 5                         | Róbert Kasza       | 19/16   | 217     | 13      | 2 min 0 s 71  | 309      | 8        | 0          | 300        | 2          | 11 min 30 s 68 | 610     | 17      | 1 436 |
| 6                         | Pavlo Tymoshchenko | 21/14   | 229     | 5       | 2 min 9 s 82  | 291      | 33       | 14         | 286        | 16         | 11 min 12 s 69 | 628     | 7       | 1 434 |
| 7                         | Ilya Palazkov      | 22/13   | 232     | 4       | 2 min 1 s 61  | 307      | 12       | 21         | 279        | 32         | 11 min 29 s 66 | 611     | 16      | 1 429 |
| 8                         | Eslam Hamad        | 20/15   | 220     | 12      | 2 min 2 s 47  | 306      | 13       | 14         | 286        | 20         | 11 min 26 s 67 | 614     | 12      | 1 426 |
| 9                         | Valentin Prades    | 18/17   | 208     | 17      | 2 min 5 s 16  | 300      | 21       | 14         | 286        | 15         | 11 min 11 s 91 | 629     | 5       | 1 423 |
| 10                        | James Cooke        | 13/22   | 178     | 31      | 1 min 56 s 03 | 318      | 2        | 3          | 297        | 7          | 11 min 14 s 05 | 626     | 8       | 1 419 |

### Relais hommes
La seconde épreuve de ces championnats est disputée entre 19 équipes, dont deux équipes de Hongrie. En tête dès l'épreuve d'escrime, l'Allemagne gère son avance et termine en tête avec 24 secondes d'avance sur la Corée du Sud au terme de la dernière épreuve, le combiné. La Russie complète le podium. Potentiels médaillés après deux épreuves, les États-Unis et la Grande-Bretagne se sont effondrés lors de l'épreuve d'équitation et du combiné. La France, reléguée loin des favoris après un mauvais résultat en escrime, remonte à la cinquième place.
| Rang                      | Équipe       | Escrime | Escrime | Escrime | Natation      | Natation | Natation | Équitation | Équitation | Équitation | Combiné        | Combiné | Combiné | Total |
| Rang                      | Équipe       | V/D     | Pts     | R       | Temps         | Pts      | R        | Déd.       | Pts        | R          | Temps          | Pts     | R       | Total |
| ------------------------- | ------------ | ------- | ------- | ------- | ------------- | -------- | -------- | ---------- | ---------- | ---------- | -------------- | ------- | ------- | ----- |
| Médaille d'or, monde      | Allemagne    | 25/11   | 250     | 1       | 1 min 51 s 57 | 327      | 8        | 3          | 297        | 1          | 11 min 8 s 00  | 632     | 5       | 1 506 |
| Médaille d'argent, monde  | Corée du Sud | 21/15   | 216     | 6       | 1 min 48 s 29 | 334      | 3        | 22         | 278        | 11         | 10 min 46 s 00 | 654     | 2       | 1 482 |
| Médaille de bronze, monde | Russie       | 23/13   | 238     | 2       | 1 min 51 s 63 | 327      | 10       | 6          | 294        | 4          | 11 min 24 s 00 | 616     | 11      | 1 475 |
| 4                         | Biélorussie  | 18/18   | 210     | 9       | 1 min 50 s 88 | 329      | 7        | 3          | 297        | 1          | 11 min 11 s 00 | 629     | 7       | 1 465 |
| 5                         | France       | 12/24   | 175     | 17      | 1 min 52 s 22 | 326      | 12       | 8          | 292        | 6          | 10 min 34 s 00 | 666     | 1       | 1 459 |
| 6                         | Égypte       | 19/17   | 214     | 8       | 1 min 54 s 57 | 321      | 17       | 17         | 283        | 8          | 11 min 9 s 00  | 631     | 6       | 1 449 |
| 7                         | Hongrie 2    | 14/22   | 185     | 15      | 1 min 49 s 05 | 332      | 4        | 5          | 295        | 3          | 11 min 13 s 00 | 627     | 8       | 1 439 |
| 8                         | Pologne      | 21/15   | 226     | 4       | 1 min 56 s 49 | 318      | 19       | 47         | 253        | 15         | 11 min 5 s 00  | 635     | 3       | 1 432 |
| 9                         | Chine        | 21/15   | 226     | 4       | 1 min 54 s 13 | 322      | 16       | 53         | 247        | 16         | 11 min 7 s 00  | 633     | 4       | 1 431 |
| 10                        | Espagne      | 19/17   | 218     | 5       | 1 min 51 s 60 | 327      | 9        | 44         | 256        | 13         | 11 min 13 s 00 | 627     | 8       | 1 428 |

### Individuel femmes
Troisième épreuve du programme des championnats, l'individuel féminin sourit à la Biélorusse Volha Silkina qui succède à sa compatriote Anastasiya Prokopenko. Large vainqueur de l'épreuve d'escrime, bien placée en natation et auteur d'un parcours presque sans faute en équitation (trois points de dépassement de temps), elle débute la dernière 
épreuve avec 31 secondes d'avance sur sa dauphine Elena Micheli et gère son avance pour remporter son premier titre. Constante, la Britannique Kate French complète le podium. Les Biélorusses, 1re, 4e et 17e, remportent également l'or par équipes devant la Grande-Bretagne et l'Allemagne. 
| Rang                      | Équipe                | Escrime | Escrime | Escrime | Natation      | Natation | Natation | Équitation | Équitation | Équitation | Combiné        | Combiné | Combiné | Total |
| Rang                      | Équipe                | V/D     | Pts     | R       | Temps         | Pts      | R        | Déd.       | Pts        | R          | Temps          | Pts     | R       | Total |
| ------------------------- | --------------------- | ------- | ------- | ------- | ------------- | -------- | -------- | ---------- | ---------- | ---------- | -------------- | ------- | ------- | ----- |
| Médaille d'or, monde      | Volha Silkina         | 28/7    | 270     | 1       | 2 min 13 s 64 | 283      | 12       | 3          | 297        | 3          | 13 min 2 s 20  | 518     | 19      | 1 368 |
| Médaille d'argent, monde  | Elena Micheli         | 24/11   | 244     | 6       | 2 min 10 s 86 | 289      | 6        | 14         | 286        | 17         | 12 min 42 s 08 | 538     | 9       | 1 357 |
| Médaille de bronze, monde | Kate French           | 24/11   | 246     | 5       | 2 min 14 s 90 | 281      | 16       | 17         | 283        | 21         | 12 min 33 s 82 | 547     | 7       | 1 357 |
| 4                         | Anastasiya Prokopenko | 19/16   | 217     | 11      | 2 min 22 s 20 | 266      | 31       | 8          | 292        | 10         | 12 min 10 s 24 | 570     | 3       | 1 345 |
| 5                         | Annika Schleu         | 18/17   | 208     | 17      | 2 min 15 s 67 | 279      | 18       | 7          | 293        | 6          | 12 min 20 s 31 | 560     | 5       | 1 340 |
| 6                         | Élodie Clouvel        | 25/10   | 252     | 3       | 2 min 8 s 45  | 294      | 3        | 43         | 257        | 32         | 12 min 43 s 55 | 537     | 10      | 1 340 |
| 7                         | Kim Sun-woo           | 25/10   | 250     | 4       | 2 min 14 s 41 | 282      | 14       | 14         | 286        | 18         | 13 min 1 s 04  | 519     | 18      | 1 337 |
| 8                         | Gintarė Venčkauskaitė | 13/22   | 178     | 32      | 2 min 15 s 11 | 280      | 17       | 7          | 293        | 7          | 12 min 1 s 92  | 579     | 1       | 1 330 |
| 9                         | Joanna Muir           | 14/21   | 185     | 30      | 2 min 12 s 62 | 285      | 20       | 15         | 285        | 20         | 12 min 8 s 20  | 572     | 2       | 1 327 |
| 10                        | İlke Özyüksel         | 15/20   | 190     | 27      | 2 min 16 s 81 | 277      | 19       | 14         | 286        | 14         | 12 min 16 s 84 | 564     | 4       | 1 317 |

### Relais femmes
Première des cinq épreuves, l'épreuve du relais féminin comporte treize équipes, dont deux équipes du pays hôte, la Hongrie. Les meilleurs éléments de chaque nation étant préservés pour optimiser leurs chances de qualification olympique, qui se joue lors de l'épreuve individuelle, le Mexique crée la surprise en s'imposant malgré une dernière place dans l'épreuve de natation. La première équipe hongroise, en tête après les trois premières épreuves, a cédé dans l'épreuve du combiné. 
| Rang                      | Équipe          | Escrime | Escrime | Escrime | Natation     | Natation | Natation | Équitation | Équitation | Équitation | Combiné        | Combiné | Combiné | Total |
| Rang                      | Équipe          | V/D     | Pts     | R       | Temps        | Pts      | R        | Déd.       | Pts        | R          | Temps          | Pts     | R       | Total |
| ------------------------- | --------------- | ------- | ------- | ------- | ------------ | -------- | -------- | ---------- | ---------- | ---------- | -------------- | ------- | ------- | ----- |
| Médaille d'or, monde      | Mexique         | 30/18   | 234     | 3       | 2 min 9 s 69 | 291      | 13       | 9          | 291        | 2          | 12 min 58 s 23 | 522     | 2       | 1 338 |
| Médaille d'argent, monde  | Hongrie 1       | 30/18   | 234     | 2       | 2 min 6 s 02 | 298      | 10       | 3          | 297        | 1          | 13 min 20 s 99 | 500     | 6       | 1 329 |
| Médaille de bronze, monde | Corée du Sud    | 32/16   | 244     | 1       | 2 min 5 s 20 | 300      | 8        | 17         | 283        | 4          | 13 min 21 s 35 | 499     | 7       | 1 326 |
| 4                         | Irlande         | 23/25   | 208     | 8       | 2 min 3 s 66 | 303      | 3        | 12         | 288        | 3          | 13 min 14 s 15 | 506     | 4       | 1 305 |
| 5                         | Hongrie 2       | 22/26   | 203     | 9       | 2 min 7 s 24 | 296      | 11       | 22         | 278        | 6          | 12 min 54 s 93 | 526     | 1       | 1 303 |
| 6                         | Tchéquie        | 20/28   | 194     | 11      | 2 min 4 s 18 | 302      | 4        | 17         | 283        | 4          | 13 min 14 s 25 | 506     | 5       | 1 285 |
| 7                         | Russie          | 22/26   | 203     | 10      | 2 min 3 s 19 | 304      | 2        | 42         | 258        | 9          | 13 min 4 s 39  | 516     | 3       | 1 281 |
| 8                         | Chine           | 24/24   | 210     | 7       | 2 min 3 s 07 | 304      | 1        | 36         | 264        | 8          | 13 min 27 s 37 | 493     | 8       | 1 271 |
| 9                         | Égypte          | 27/21   | 225     | 4       | 2 min 8 s 61 | 293      | 12       | 52         | 248        | 11         | 13 min 33 s 29 | 487     | 9       | 1 253 |
| 10                        | Grande-Bretagne | 15/33   | 176     | 12      | 2 min 5 s 47 | 300      | 9        | 43         | 257        | 10         | 14 min 2 s 24  | 458     | 11      | 1 191 |

### Relais mixte
Pour la dernière épreuve des championnats, 21 équipes (dont deux de Hongrie) sont alignées. L'Égypte surprend les favoris en obtenant la médaille d'or devant la France et la Biélorussie. Capitalisant sur une escrime exceptionnelle (33 victoires en 40 assauts), une équitation sans faute mais aussi de bonnes performances au tir lors du combiné, les Égyptiens, partis avec 41 secondes d'avance sur l'Allemagne, deuxième, et 54 sur la France, conservent finalement 9 secondes d'avance à l'arrivée. Huitième après les trois premières épreuves, la Biélorussie monte sur le podium au profit du mauvais tir du relayeur allemand Fabian Liebig. Deuxième après les deux premières épreuves, la Russie est éliminée de la course au podium à cause d'une chute à trois obstacles de la fin du parcours d'équitation.
| Rang                      | Équipe       | Escrime | Escrime | Escrime | Natation      | Natation | Natation | Équitation | Équitation | Équitation | Combiné        | Combiné | Combiné | Total |
| Rang                      | Équipe       | V/D     | Pts     | R       | Temps         | Pts      | R        | Déd.       | Pts        | R          | Temps          | Pts     | R       | Total |
| ------------------------- | ------------ | ------- | ------- | ------- | ------------- | -------- | -------- | ---------- | ---------- | ---------- | -------------- | ------- | ------- | ----- |
| Médaille d'or, monde      | Égypte       | 33/7    | 275     | 1       | 1 min 59 s 08 | 312      | 9        | 8          | 292        | 3          | 11 min 56 s 82 | 584     | 16      | 1 463 |
| Médaille d'argent, monde  | France       | 23/17   | 225     | 7       | 1 min 57 s 75 | 315      | 6        | 15         | 285        | 6          | 11 min 11 s 22 | 629     | 2       | 1 454 |
| Médaille de bronze, monde | Biélorussie  | 24/16   | 230     | 4       | 1 min 59 s 87 | 311      | 12       | 27         | 273        | 15         | 11 min 6 s 10  | 634     | 1       | 1 448 |
| 4                         | Allemagne    | 26/14   | 240     | 3       | 1 min 58 s 04 | 314      | 7        | 14         | 286        | 5          | 11 min 37 s 42 | 603     | 7       | 1 441 |
| 5                         | Pologne      | 20/20   | 212     | 12      | 2 min 2 s 07  | 306      | 16       | 2          | 298        | 1          | 11 min 28 s 27 | 612     | 5       | 1 428 |
| 6                         | Corée du Sud | 23/17   | 229     | 6       | 1 min 59 s 52 | 311      | 11       | 17         | 283        | 8          | 11 min 43 s 12 | 597     | 11      | 1 420 |
| 7                         | Russie       | 27/13   | 247     | 2       | 1 min 55 s 87 | 319      | 2        | 70         | 230        | 18         | 11 min 17 s 86 | 623     | 3       | 1 419 |
| 8                         | Chine        | 24/16   | 230     | 5       | 2 min 4 s 48  | 302      | 20       | 20         | 280        | 11         | 11 min 37 s 07 | 603     | 8       | 1 415 |
| 9                         | Ouzbékistan  | 24/16   | 220     | 9       | 1 min 59 s 38 | 312      | 10       | 11         | 289        | 4          | 11 min 48 s 77 | 592     | 13      | 1 413 |
| 10                        | Lituanie     | 23/17   | 225     | 8       | 2 min 0 s 79  | 309      | 14       | 26         | 274        | 14         | 11 min 42 s 43 | 598     | 10      | 1 406 |

## Tableau des médailles
Pays organisateur
| Rang  | Nation          | Or | Argent | Bronze | Total |
| ----- | --------------- | -- | ------ | ------ | ----- |
| 1     | Biélorussie     | 2  | 0      | 1      | 3     |
| 2     | Corée du Sud    | 1  | 1      | 2      | 4     |
| 3     | France          | 1  | 1      | 0      | 2     |
| 4     | Allemagne       | 1  | 0      | 1      | 2     |
| 5     | Égypte          | 1  | 0      | 0      | 1     |
| 5     | Mexique         | 1  | 0      | 0      | 1     |
| 7     | Grande-Bretagne | 0  | 2      | 2      | 4     |
| 8     | Hongrie         | 0  | 2      | 0      | 2     |
| 9     | Italie          | 0  | 1      | 0      | 1     |
| 10    | Russie          | 0  | 0      | 1      | 1     |
| Total | Total           | 7  | 7      | 7      | 21    |